# Шафіров Петро Павлович
Шафі́ров Петро́ Па́влович (*1669 — †1 березня 1739) — барон, російський дипломат епохи Петра I.
З 1691 — перекладач Посольського приказу, як його батько
1697-98 — у складі Великого посольства
З 1703 — таємний секретар при канцлері Ф. Головіні
З 1709 — віце-канцлер і керуючий поштами